# Den industrialiserede gris
Den industrialiserede gris er en film instrueret af Ebbe Nyvold efter manuskript af Ebbe Nyvold.

## Handling
Filmen er et indlæg i debatten om den moderne danske svineproduktion, og giver baggrunden for mange af de kritiske spørgsmål, der i dag rejses med hensyn til svinekødets kvalitet. Den spørger også om, hvor grænsen bør gå for en etisk og moralsk holdning til husdyr. Kan Danmark tillade sig at have en svineproduktion, der er baseret på korn som foder, når der er fødevarekrise i verden. Nøgternt viser filmen den udvikling, der hos mange landmænd er sket fra den gammeldags manuelt betonede til moderne automatiserede og funktionsopdelte staldtype. Den viser samtidig karakteristiske faser i en gris' liv fra den fødes til den er slagteklar.